# Stup Langstroth

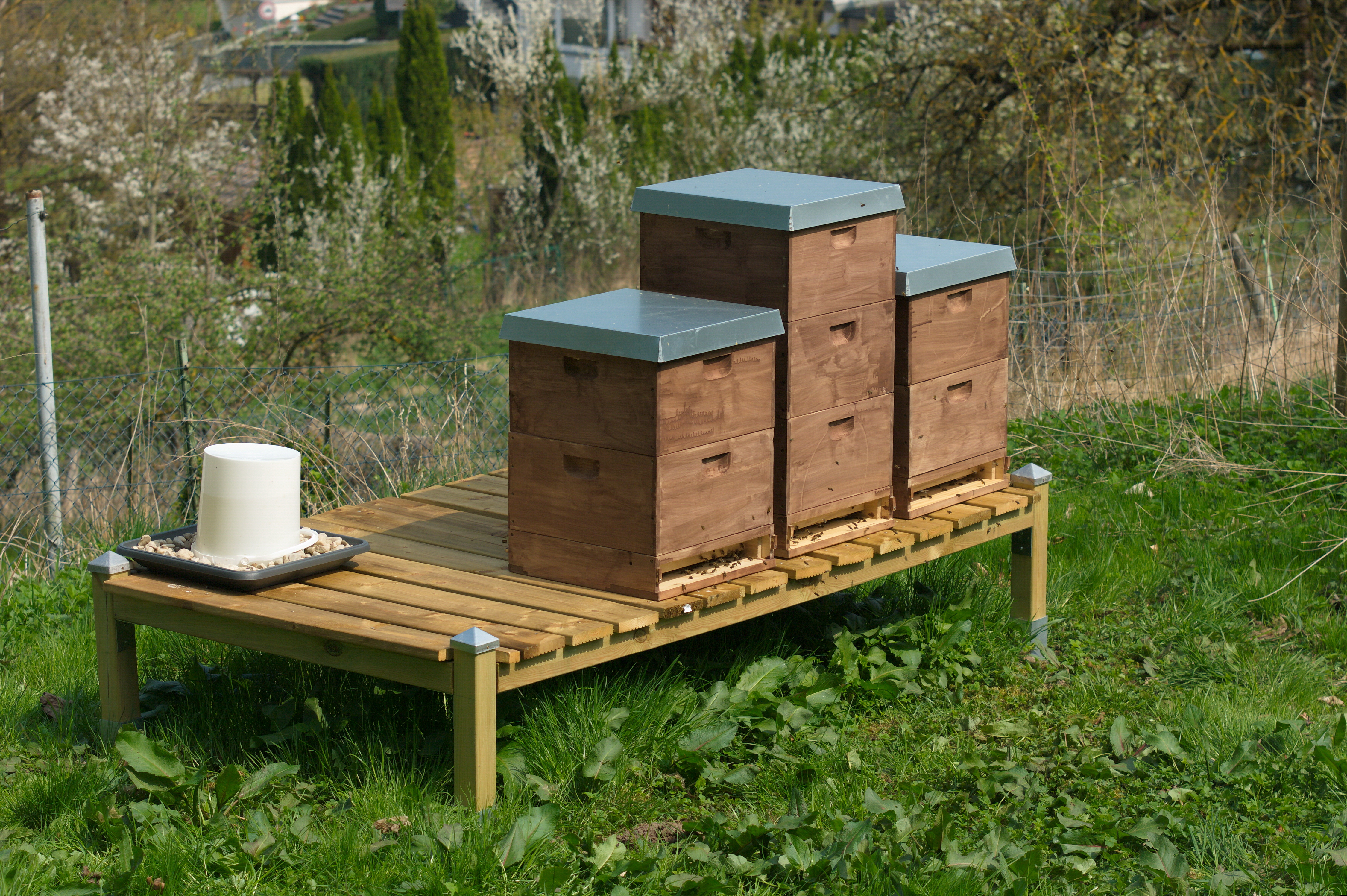
Stup modular pe verticală cu rame de puiet și rame de miere

În apicultura  modernă, un stup Langstroth este orice stup de albine modular vertical care are caracteristicile cheie ale ramelor verticale, o placă de jos cu intrare pentru albine, cutii care conțin rame pentru puiet și miere (cutia cea mai de jos pentru matcă pentru a depune ouă și cutii deasupra unde poate fi depozitată mierea) și un capac interior și un capac superior pentru a oferi protecție împotriva intemperiilor. Într-un stup Langstroth, albinele construiesc fagure în rame, care pot fi mutate cu ușurință. Ramele sunt concepute pentru a împiedica albinele să atașeze faguri unde ar conecta cadre adiacente, fie ar conecta rame de pereții stupului. Cadrele mobile permit apicultorului să gestioneze albinele într-un mod care înainte era imposibil.
Inovația cheie responsabilă pentru designul stupului a fost descoperirea spațiului albinelor, o dimensiune a decalajului cuprins între 6,4 - 9,5 mm  în care albinele nu ar construi pieptene, nici nu l-ar închide cu propolis.
Stupii moderni Langstroth au dimensiuni diferite față de stupul lui L. L. Langstroth care a fost brevetat inițial în 1852 și fabricat până în aproximativ 1920, dar păstrează principalele caracteristici de a permite spațiu pentru albine, precum și un acces ușor, care funcționează bine pentru albine, dar și facilitează gestionarea stupului pentru apicultor.
Stupul standard folosit în multe părți ale lumii pentru apicultură se bazează pe stupul Langstroth.